# UniProt
UniProt — це база даних, що містить інформацію про послідовності протеїнів та дані щодо їхніх функцій, отримані з проєктів секвенсингу геномів. База даних містить також великий масив даних про біологічні функції протеїнів з журнальних статей, що містять оригінальні дослідження.

## Консорціум UniProt
Консорціум UniProt утворюють Європейський Інститут Біоінформатики (ЕВІ), Швейцарський Інститут Біоіформатики (SIB) та Ресурс Інформації про Протеїни (PIR). EBI містить різноманітні сервіси та бази даних, що розташовані в Wellcome Trust Genome Campus в м. Гінкстоні, Велика Британія. SIB розташований в м. Женеві (Швейцарія) та підтримує функціонування серверів з ExPASy (Expert Protein Analysis System) — центральним ресурсом баз даних протеоміки. PIR розташований на базі Національної біомедичної науково-дослідної фундації (National Biomedical Research Foundation (NBRF) в Джорджтаунському університетському медичному центрі в м. Вашингтон (США) та забезпечує підтримку найдавнішої бази даних послідовностей протеїнів — Атлас протеїнових послідовностей та структури імені Margaret Oakley Dayhoff, що був вперше опублікований в 1965 році. EBI, SIB та PIR приєдналися до UniProt консорціуму в 2002 році.

## Підтримка баз даних UniProt
Кожен член консорціуму робить значний внесок в технічну підтримку та оновлення в ту чи іншу частину бази даних UniProt. Зокрема, EBI та SIB розробляли бази даних Swiss-Prot та TrEMBL, а PIR займався Базою даних послідовностей протеїнів (Protein Sequence Database (PIR-PSD).

## Організація UniProt
До складу UniProt входять основні чотири бази даних: UniProtKB (з підбазами Swiss-Prot та TrEMBL), UniParc, UniRef, and UniMes.

## Фінансування UniProt
UniProt фінансується з грантів Національного інституту дослідження геному (National Human Genome Research Institute), Національного інституту охорони здоров'я США, Національного інституту здоров'я (National Institutes of Health або скорочено NIH), Європейської комісії, Федерального уряду Швейцарії через федеральний офіс освіти та науки, NCI-caBIG (The cancer Biomedical Informatics Grid), та Департаменту оборони.